# Atlantropa

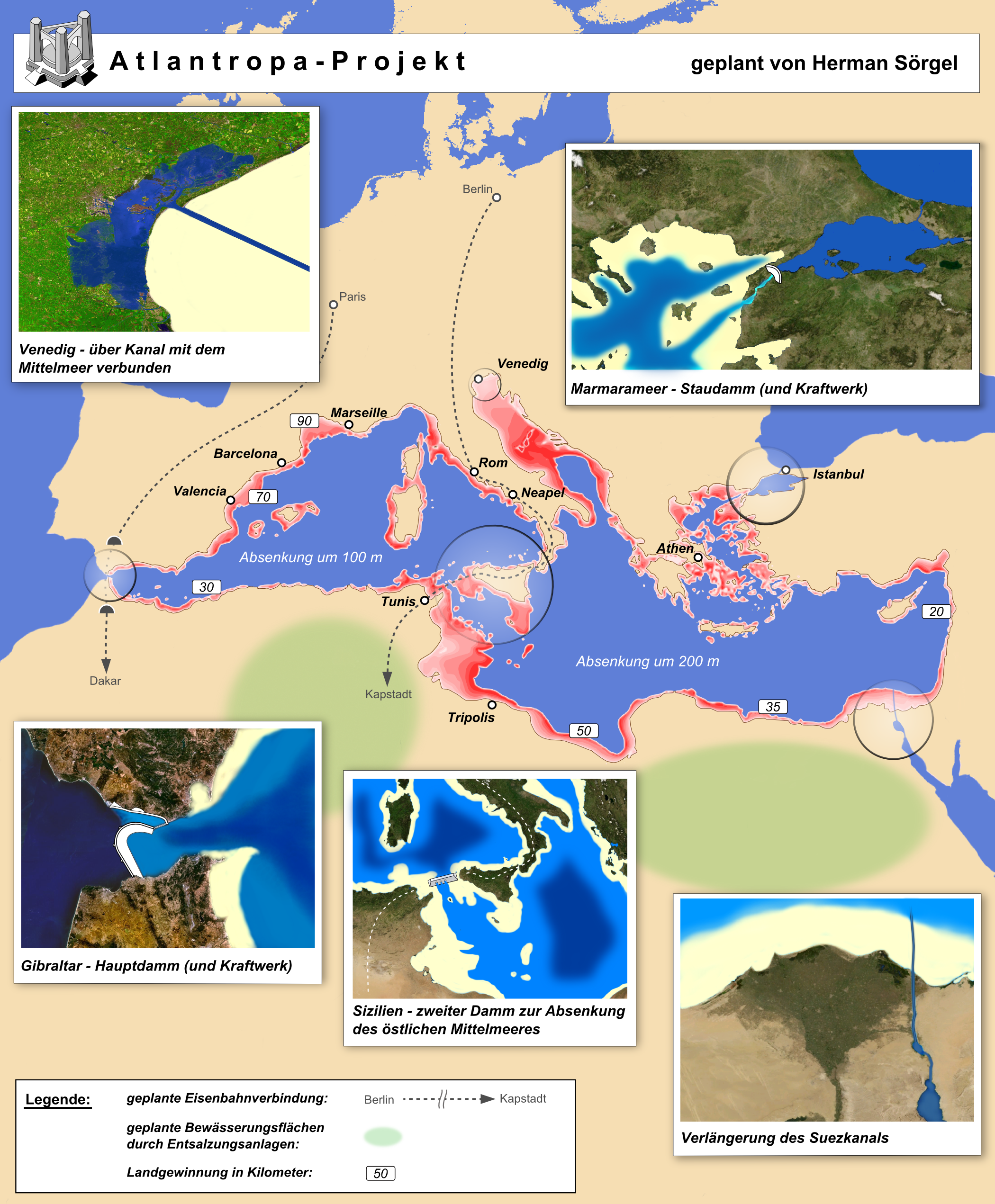
Übersichtskarte der Wasserkraft- und Landgewinnungsprojekte Atlantropas

Atlantropa ist die Bezeichnung eines monumentalen Staudamm-Projektes in der Straße von Gibraltar und bei den Dardanellen, das der deutsche Architekt Herman Sörgel ab 1928 bis zu seinem Unfalltod im Jahre 1952 geplant und bekannt gemacht hat. Mit dem Projekt sollte das Mittelmeer abgesenkt und teils ausgetrocknet werden, unter anderem um Land zu gewinnen, Strom zu erzeugen und die koloniale Vormachtstellung Europas über Afrika zu sichern.

## Ziele
Das Projekt sollte gemäß seinen Befürwortern mehrere Probleme gleichzeitig lösen. Es sollte Neuland gewinnen, Lebensraum und Arbeitsplätze schaffen und elektrische Energie für ganz Europa liefern. Nicht zuletzt sollten durch dieses kolonisatorische, über mehrere Generationen laufende Großprojekt die Schaffenskräfte der europäischen Völker positiv gebündelt und dadurch neuerliche kriegerische Auseinandersetzungen in Europa vermieden werden.
Das Projekt entstand in den 1920er Jahren, als Afrika fast völlig von europäischen Kolonialmächten beherrscht war, und verfolgte auch dezidiert kolonialistische Ziele. Zwar sollte „Europa mit Afrika zu einem mächtigen Weltteil zwischen Pan-Amerika und Asien“ vereinigt werden, jedoch nicht als gleichberechtigte Partner, sondern zum Schutz der europäischen Vormachtstellung über Afrika.
Bereits 1932 schrieb Sörgel: „Durch Einverleibung Afrikas in den abendländischen Kulturkreis ist heute noch eine Beherrschung der schwarzen Rasse möglich“. Zudem erhoffte er sich, dass „[d]urch Erstarkung Europas zu Atlantropa“ eine „Versandung und Bolschewisierung von Osten noch vorgebeugt werden“ könne. Sörgel erklärte weiter, dass „wenn die Weißen auf die Dauer Afrika beherrschen wollen, so die Überzahl der Schwarzen ihnen gegenüber nicht zu groß sein“ dürfe. Zu diesem Zweck plante Sörgel zahlreiche Folgeprojekte für Stauseen in Zentralafrika, darunter das gesamte Kongobecken als aufgestauter Binnensee, um zum einen weitere Energiereserven zu erschließen, andererseits das Klima auf die Bedürfnisse der Weißen Rasse herunterzukühlen und damit den europäischen Lebensraum zu erweitern. Dieser Aspekt wurde auch später wichtig, als Sörgel seine Pläne den Amerikanern vorstellte. Die Zeit nannte diese Folgeprojekte „die ungeschminkt rassistische Kehrseite Atlantropas“. Dies habe demnach in einer Neuen Weltordnung gipfeln sollen, in der ein (um Afrika) gestärkter europäischer Superkontinent zur neuen Weltmacht neben dem kapitalstarken Amerika und dem bevölkerungsreichen Asien hätte aufsteigen sollen. Mehrere Architekten stellten sich in den Dienst Sörgels und engagierten sich mit Einzelprojekten bis hin zu neuen Städten, darunter Erich Mendelsohn in Palästina, Peter Behrens und Emil Fahrenkamp, aber auch Fritz Höger im „Bann der Utopie“ nach dem Vorbild der sowjetischen Konstruktivisten.
Die Machtergreifung der Nationalsozialisten 1933 änderte den Blick für den Lebensraum im Süden hin zum Lebensraum im Osten. Für sein Projekt kontaktierte Sörgel u. a. den italienischen Diktator Benito Mussolini. Sörgel versuchte Atlantropa mit dem neuen Regime weiterzuführen. Er argumentierte mit dem für die „Herrenrasse“ Lebensraum schaffenden Projekt und mit Verweis auf die Erweiterung der Achse Berlin–Rom zu einer Achse Berlin-Rom-Kapstadt. Doch das Nazi-Regime lehnte Atlantropa als zu pazifistisch ab. Bernhard Köhler, Leiter der Wirtschaftskommission in der Reichsleitung der NSDAP, gab Sörgel 1939 unmissverständlich zu verstehen, diese „Angelegenheit internationaler Friedensfreunde“ sei eine Bindung, die Sörgel erst überwinden müsse, bevor sein Projekt politisch wertvoll sei. Dies war die Rote Linie, die zu überschreiten Sörgel nicht mehr bereit war. Stattdessen wurde ein Propagandafilm gegen das Projekt veröffentlicht und Sörgel ab 1943 mit einem Publikationsverbot belegt. Der Einladung, sein Projekt auf der Internationalen Weltausstellung 1939 vorzustellen, beantworteten die Nazis mit einem Ausreiseverbot.
1940 wurde nach langer Planung der Verein „Atlantropa-Institut“ gegründet, der auch nach dem Tod von Sörgel bis 1960 betrieben wurde und versuchte, Geld für die Realisierung des Projektes aufzutreiben. Dazu diente sich Sörgel den amerikanischen Besatzern an. Er stieß in die Lücke, die der Mangel an politischen Utopien nach dem Krieg hinterließ und es gelang ihm, sein Projekt hochrangigen Vertretern der US-Regierung vorzustellen, als eine Möglichkeit, Rohstoffreserven zu erschließen. Dabei half ihm auch der Roman Power for Sale (1939) von John Knittel, der sich auch nach dem Krieg noch gut verkaufte und stellenweise den Charakter eines Werbeträgers für das Projekt hat. Knittel unterstützte Sörgel auch finanziell und ermöglichte 1951 die Produktion eines Imagefilms.
Mit der Erschließung der Kernenergie zur zivilen Stromerzeugung war das Atlantropa-Projekt wirtschaftlich nicht mehr zeitgemäß. Trotzdem hielt Sörgel bis zu seinem Tod im Jahr 1952 an seinem Projekt fest. Das Atlantropa-Institut wurde sechs Jahre danach aufgelöst.

## Konzeption

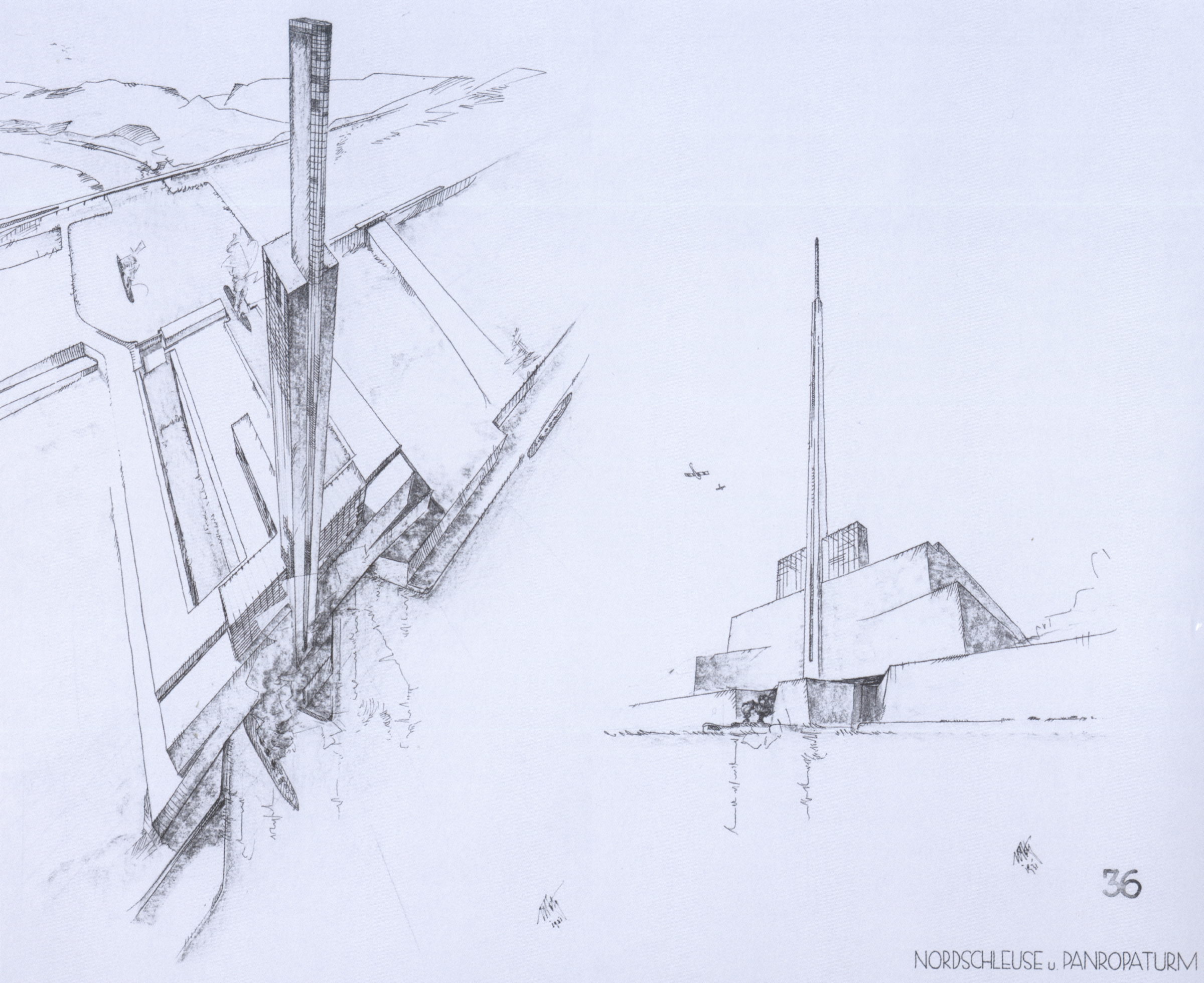
Design-Skizze des Hochhauses über der Gibraltardamm-Schleuse (Peter Behrens)

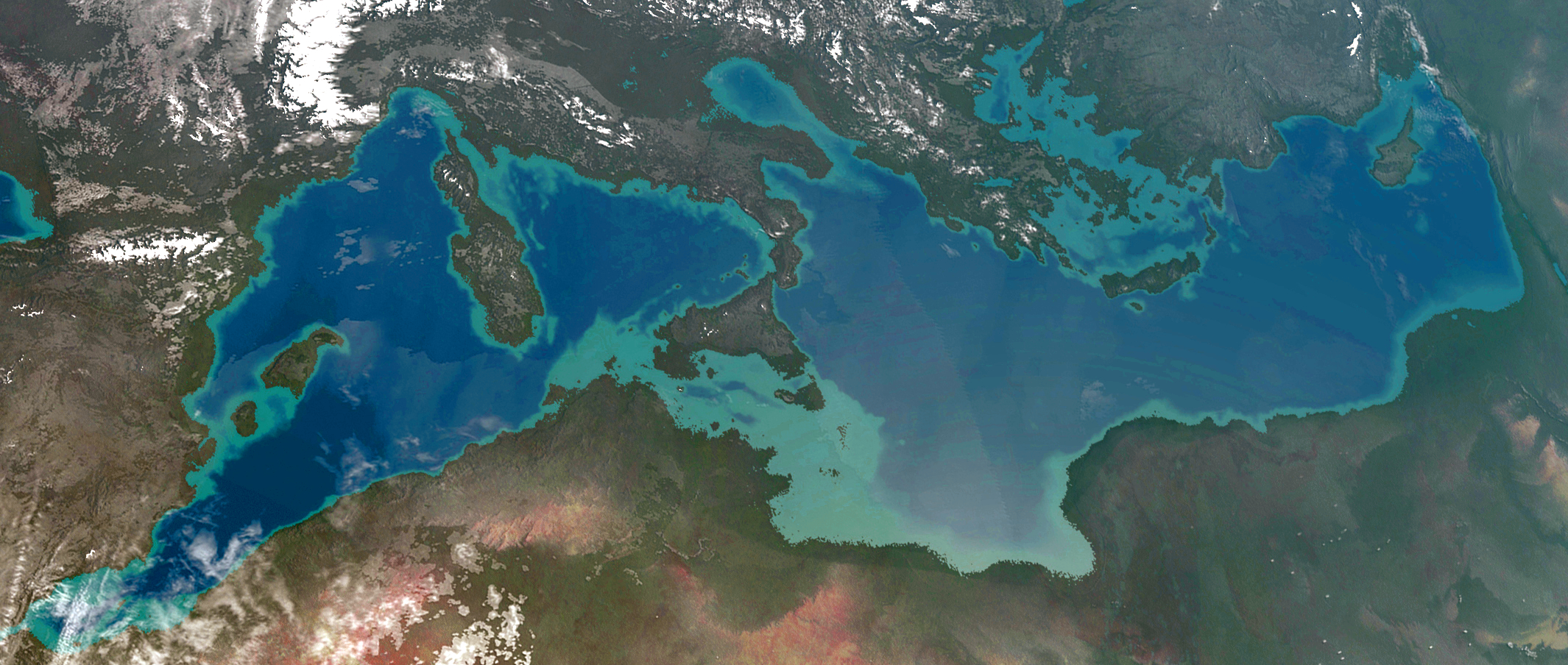
Das Mittelmeer zur Zeit der letzten Kaltzeit, zugleich ein Bild davon, wie es nach der Realisierung von Atlantropa aus dem Weltraum aussehen würde

Das Konzept basierte auf der Beobachtung, dass ständig Wasser aus dem Atlantik und dem Schwarzen Meer in das Mittelmeer strömt, da dort mehr Wasser verdunstet, als seine Zuflüsse ausgleichen. Durch einen Staudammbau sollte dieser Zufluss einerseits verringert werden, um zur Neulandgewinnung den Meeresspiegel abzusenken, andererseits sollte der Restzufluss zur Stromerzeugung mittels Wasserkraft genutzt werden. Zur Zeit der Messinischen Salinitätskrise vor einigen Millionen Jahren war die Meerenge von Gibraltar auf natürliche Weise verschlossen, was zum starken Absinken des Wasserspiegels im heutigen Mittelmeergebiet führte.
Initiator war der Architekt Herman Sörgel, der die Idee 1927 hatte. Im Laufe der nächste Jahre entwickelte er u. a. zusammen mit dem Schweizer Ingenieur Bruno Siegwart die Planung des Staudamms Atlantropa an der Meerenge von Gibraltar. Sie entschieden sich bei den Planungen nicht für die schmalste Stelle, sondern für die circa 20 Kilometer westlich davon gelegene flachste. Nach Sörgels Aufzeichnungen sollte allein das Fundament 2,5 Kilometer breit und bis zu 300 Meter hoch sein. Die Bauzeit wurde mit zehn Jahren veranschlagt. In vier Schichten sollten je 200.000 Arbeiter eingesetzt werden. Ungeklärt blieben die logistischen Probleme bei der Baumaterialbeschaffung und dem Arbeitertransport.
Das Projekt lief ursprünglich unter dem Namen „Panropa“. Die Änderung in Atlantropa sollte den Unterschied zu einer anderen Interessengruppe, der Paneuropa-Bewegung deutlich machen, in der Sörgel allerdings einen Bruder und Bundesgenossen sah.

### Gestaltung
Der Name des Projektes steht auch für das visionäre Ziel des Projektes, einen durchgängigen Kontinent aus dem heutigen Europa und Afrika, verbunden über ein weitgehend trockengelegtes Mittelmeer, zu bilden. Sörgel plante zwei Absenkungsgebiete ein. So sollte eine Landbrücke Sizilien, das heutige Italien und Nordafrika, genauer Tunesien miteinander verbinden. Damit sollte eine durchgehende Eisenbahnverbindung zwischen Berlin, Rom und Kapstadt ermöglicht werden.
Im dergestalt zweigeteilten Mittelmeer hätte in der Endausbaustufe der Wasserstand im westlichen Teil um bis zu 100 Meter abgesenkt werden sollen, im östlichen Teil um 200 Meter. Die Wasserfläche des Mittelmeeres wäre um 20 Prozent geschrumpft und 500.000 km² Neuland wären gewonnen worden; eine Fläche etwa in der Größe Spaniens.
Für Venedig plante Sörgel in seinem Projekt einen Staudamm und einen künstlichen See, der die venezianische Lagune vor dem „Austrocknen“ bewahren sollte. Der Staudamm in einer Entfernung von etwa 30 km sollte vom Campanile nicht mehr sichtbar sein, sodass der ursprüngliche Charakter Venedigs erhalten geblieben wäre. Viele dieser Ideen hätten erst 50 bis 100 Jahre nach Baubeginn verwirklicht werden können.
Ebenfalls sollte das Projekt auch die Bewässerung der Sahara und nach späteren Plänen auch des Kongobeckens beinhalten. Mit Erweiterung des Tschadsees sollte so eine Art „zweiter Nil“ entstehen.

### Auswirkungen
Der Vorteil des Projekts wären neben der Landgewinnung eine größere Unabhängigkeit der europäischen Energieversorgung und der niedrigere Verbrauch von fossilen Energieträgern zur Erzeugung elektrischer Energie gewesen. Hinzugekommen wären die wirtschaftliche Integration und ein industrieller Aufbau von Nordafrika. Eingebettet waren Sörgels Pläne in einen fast grenzenlosen Technik- und Fortschrittsglauben seiner Generation, die zwischen beiden Weltkriegen das „goldene Zeitalter der wasserbautechnischen Großprojekte“ hervorbrachten, darunter der Abschlussdamm der Zuiderzee in den Niederlanden, Staudämme und Kraftwerke in der Sowjetunion, die Trockenlegung der Pontinischen Sümpfe in Italien, die Regulierung des Tennessee River in den USA. Auch erste Vorüberlegungen zur Wasserumverteilung in Zentralasien mit Kanälen zur Erschließung dieser Gebiete auf dem Wasserweg, wie sie später im ebenso monumental-gigantischen Dawydow-Plan gipfelten, entstanden in dieser Zeit, als Ökologie und Klimafolgen derartiger Bauvorhaben noch überhaupt keine Rolle spielten.
Geologisch betrachtet wäre der Damm neben den Gefahren der Plattentektonik einer erhöhten Gefährdung durch Tsunamis ausgesetzt gewesen. Eine Auswirkung der immensen Druckveränderung auf die vulkanisch und seismisch aktiven Zonen etwa in Italien, Griechenland oder der Türkei ist kaum abschätzbar, induzierte Seismizität ist schon von weit kleineren Eingriffen in die Erdoberfläche bekannt. Durch die Versteppung der Randzonen des Mittelmeers hätten sich die Niederschläge in Nordafrika verringert und damit auch die Ernteerträge.
Zusätzlich wären schwere ökologische Folgen (Vernichtung des Lebensraumes tausender Arten) zu erwarten, insbesondere durch den ansteigenden Salzgehalt des Restmeeres. Zudem dürfte der Einfluss auf das Klima in der Mittelmeerregion nur äußerst schwer abzuschätzen sein.
Auch die politischen Folgen wären nicht absehbar gewesen, da sich die Grenzen aller Mittelmeeranrainer verschoben hätten.
Das Projekt hätte Auswirkungen auf den internationalen Warenhandel durch Schiffsverkehr gehabt, da er durch eine Vielzahl von Schleusen eingeschränkt und beeinträchtigt worden wäre. Praktisch alle existierenden Häfen im Mittelmeer wären trocken gelegen und hätten neu angelegt werden müssen.
Durch das Umverteilen des Wassers aus dem Mittelmeerraum auf die Weltmeere würde der Meeresspiegel weltweit um etwa einen Meter steigen, und dies würde eventuell auch den Golfstrom beeinflussen.

## Atlantropa in der Fiktion
Das Atlantropa-Projekt wurde in mehreren fiktiven Werken als verwirklichter Plan und als Inspiration für ähnliche Projekte genutzt. In Philip K. Dicks Roman Das Orakel vom Berge hat der fiktive Reichskanzler Martin Bormann das Mittelmeer zu weiten Teilen trockenlegen lassen, um neues Land zu schaffen. In der Serien-Adaption des Philip-K.-Dick-Werkes wird dieser Plan gerade vorbereitet und mit einem Modell und einer Konzeptskizze präsentiert – und zwar unter dem Namen Atlantropa, Sörgel wird dabei nicht erwähnt.
Im ersten Teil des Rama-Zyklus von Arthur C. Clarke wird angesprochen, dass das Mittelmeer unter großen technischen Mühen abgesenkt worden war – unter anderem, um immense archäologische Ausgrabungen zu ermöglichen.
Ein weiterer Roman ist Projekt Atlantropa von J. E. Wells (Pseudonym von Eberhard Seitz) aus dem Jahre 1956.
Das jahrzehntelange Bemühen Herman Sörgels und seiner Frau Irene, Unterstützung für die Schaffung Atlantropas zu finden, behandelt der 2021 erschienene Roman Der kühnste Plan seit Menschengedenken von Matthias Lohre. Eine ähnliche Stoßrichtung verfolgt der Roman Afrika fluten von Christoph Keller.

## Sörgels Schriften zu Atlantropa
- Mittelmeer-Senkung. Sahara-Bewässerung. (Atlantropa-Projekt) = Lowering the Mediterranean, irrigating the Sahara. Leipzig: Gebhardt 1929.
- Europa-Afrika: ein Weltteil (online) / Herman Sörgel. – [Electronic ed.]. In: Sozialistische Monatshefte. 37 (1931), H. 10, S. 983–987.
- Atlantropa. Zürich: Fretz & Wasmuth 1932, XII.
- Die drei großen „A“. Großdeutschland und italienisches Imperium, die Pfeiler Atlantropas. [Amerika, Atlantropa, Asien]. München: Piloty & Loehle 1938, XII.
- Atlantropa-ABC: Kraft, Raum, Brot. Erläuterungen zum Atlantropa-Projekt. Leipzig: Arnd 1942.
- Atlantropa. Wesenszüge eines Projekts. Vorwort von John Knittel. Stuttgart: Behrendt 1948.
- Electronic ed.: Bonn: FES Library, 2006.

## Filme und Dokumentationen
- Michel Morales, Harald Rauser: Neuer Kontinent? Grössenwahn Atlantropa. Doku, 2016 (archiviert bei YouTube)
- Atlantropa – Der Traum vom neuen Kontinent. Dokumentation, 45 Min. bzw. 60 Min., 2006, Buch & Regie: Michel Morales, Editor: Harald Rauser, Produktion: Haifisch Entertainment, NDR, BR, ORF WDR, Erstsendung:  13. Februar 2006, Inhaltsangabe (Memento vom 16. Juli 2006 im Internet Archive) vom WDR
- Ein Meer versinkt. Dokudrama., 1936. Buch und Regie: Anton Kutter, Produktion: Bavaria-Filmkunst. (archiviert bei YouTube)
- The Man in the High Castle, Staffel 2, Folge 3, Willkommen im Reich – Projekt Atlantropa